# Наяханська губа
Наяханська губа — велика губа, що вдається у північний берег Гіжигінської губи Охотського моря в Магаданській області Російської Федерації.
Західний берег губи обривистий; низинні ділянки є тільки у її вершині, у північній частині, та у гирлі річки Наяхан. На захід від гирла берег протяжністю 11 км має вид піщаних осипів. В губу впадає також річка Велика Гарманда, у гирлі якої росташоване селище міського типу Евенськ. Глибини посередині входу в губу від 20 м, але поступово зменшуються до її берегів.